# Art mac Máel Sechlainn meic Domnaill Ua Máel Sechlainn
Art mac Máel Sechlainn meic Domnaill Ua Máel Sechlainn (tué en 1184) est roi titulaire de Mide de 1173 à 1176  et de 1178 à 1184.

## Contexte
En avril 1172 le royaume de Mide a été inféodé à Hugues de Lacy. Selon les annales de Tigernach Art mac Máel Sechlainn, présenté comme le « fils de son père... », c'est-à-dire le demi-frère, du dernier souverain effectif Domnall Bregach Ua Máel Sechlainn et qui est également à l’origine de son meurtre à l'abbaye de Durrow fondée par saint Colomba lui succède cependant. Il est déposé trois ans plus tard par les « Hommes de Mide » qui désignent un certain Donnchad Ua Máel Sechlainn pour lui succéder.
Art mac Máel Sechlainn (i.e: Ó Melaghlin), qui s'était retranché en 1178 comme roi dans « l'Ouest de Mide », est traîtreusement tué par Diarmait Finn Ua Briain, un fils de Toirdhelbach mac Diarmata Ua Briain, à l'instigation des anglo-normands,. Un certain Máel Sechlainn Beg ou Melaghlin Beg lui succède dans son domaine réduit de 1184 à 1213.

## Postérité
Art mac Máel Sechlainn meic Domnaill, laisse un fils Cormac mac Art Ó Melaghlain.

## Source
- (en) Goddard Henry Orpen (Introduction de Seán Duffy), Ireland under the Normands 1169-1333, vol. I & II, Dublin, Four Courts Press (réédition), 2005, 633 p. (ISBN 9781846828188), « § 337 & 53 », p. 127 & 171.